# ラジオエッセイ
ラジオエッセイは、日本の一部地方局で放送しているラジオ番組（ミニ番組・帯番組）である。
制作会社は綜合放送。

## 概要
様々な分野の人物が月変わりでトークをベースに展開していく5分番組。

## ネット局
- 北海道放送 - 土曜6:05 - 6:15
- IBC岩手放送 - 月曜 - 金曜5:25 - 5:30
- 山形放送 - 土曜17:50 - 18:00
- 信越放送 - 月曜 - 金曜10:30 - 10:35
- 北陸放送 - 月曜 - 金曜9:15 - 9:20
- 山口放送 - 月曜 - 金曜11:45 - 11:50
- 四国放送 - 月曜 - 金曜12:55 - 13:00、土曜12:40 - 12:45（火・木・土、提供付き。）
- 高知放送 - 土曜7:30 - 7:40
- ラジオ福島 - 月曜 - 金曜6:30 - 6:35
- 茨城放送
- 山陽放送

## 出演者
2007年
- 4月 秋川雅史（テノール歌手）
- 5月 今井通子（医師・登山家）
- 6月 クミコ（シャンソン歌手）
- 7月 林幸子（料理研究家）
- 8月 パトリス･ルロワ（俳優・講師）
- 9月 伊東ゆかり（歌手）
- 10月 有森裕子（五輪メダリスト）
- 11月 古今亭菊千代（落語家）
- 12月 江本孟紀（野球解説者）

2008年
- 1月 安田祥子（声楽家）
- 2月 藤田紘一郎（東京医科歯科大学名誉教授）
- 3月 山下柚実（ノンフィクション作家）
- 4月 童門冬二（作家）
- 5月 山村レイコ（エッセイスト）
- 6月 ペギー葉山（歌手）
- 7月 阿部進（教育評論家）
- 8月 香山リカ（精神科医）
- 9月 長谷川博（東邦大学理学部教授）